# Jefferson Avenue-Huron River and Harbin Drive-Silver Creek Canal Bridges

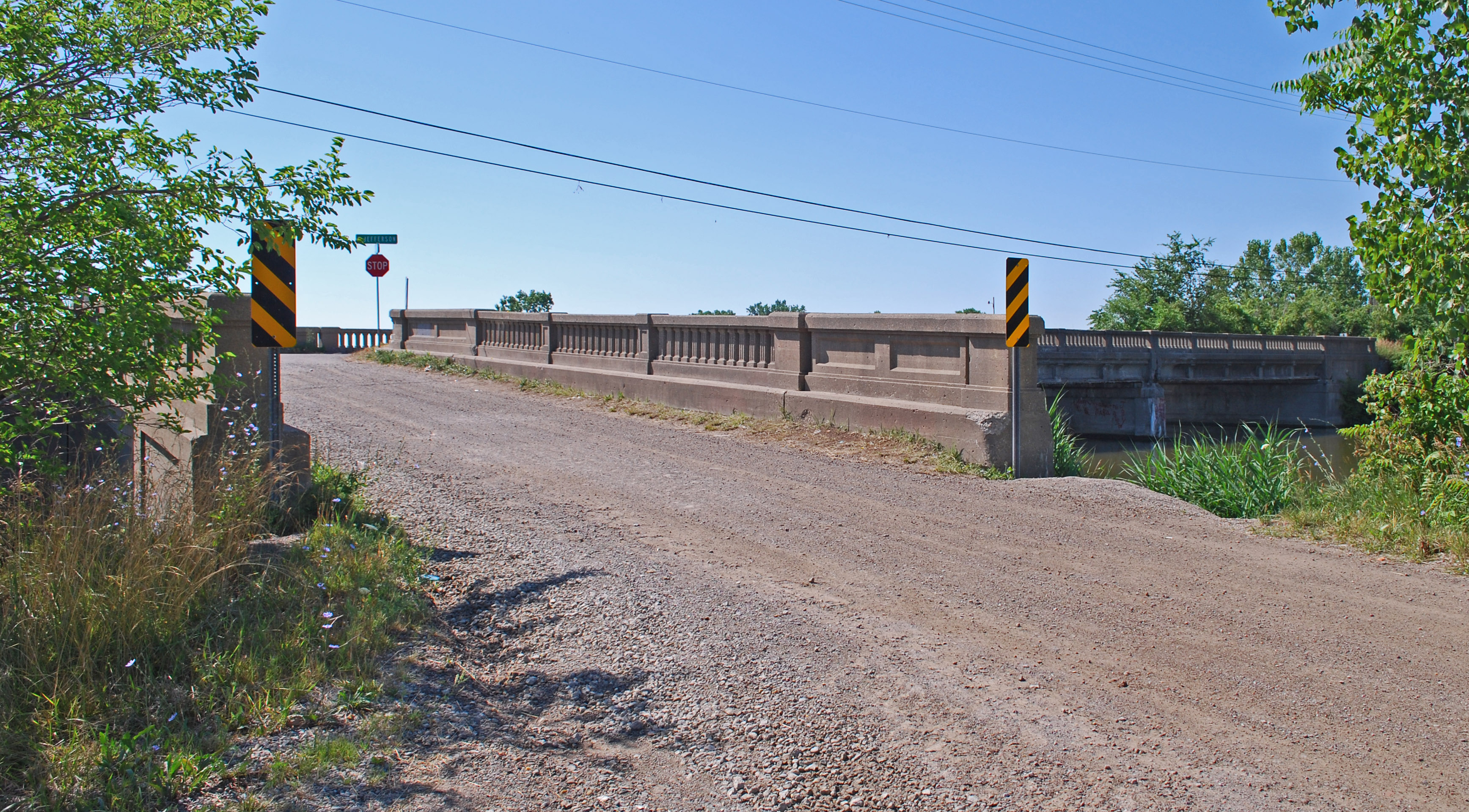
Blick auf die beiden Brücken von der Harbin Road aus

Jefferson Avenue-Huron River and Harbin Drive-Silver Creek Canal Bridges ist der Name, unter dem zwei einzelne Straßenbrücken in Michigan, die ein gemeinsames Geländer aufweisen, am 10. Februar 2000 im Rahmen der Highway Bridges of Michigan MPS in das National Register of Historic Places aufgenommen wurden.
Die Jefferson Avenue Bridge führt die West Jefferson Avenue (diese ist südlich des Flusses als U.S. Turnpike bekannt) über den Huron River und verbindet so die Brownstown Charter Township im Wayne County mit der Berlin Charter Township im Monroe County. Es ist der einzige Eintrag in das National Register in Michigan, der auf der Grenze zwischen zwei verschiedenen Countys liegt. Die Harbin Drive Bridge befindet sich vollständig innerhalb des Wayne County und steht annähernd im rechten Winkel zur Jefferson Avenue Bridge. Beide Brücken befinden sich etwa 1,5 km landeinwärts vom Eriesee an einer historisch wichtigen Verbindung zwischen Detroit und Toledo.

## Jefferson Avenue Bridge
Die größere der beiden Brücken ist mit drei Überbauten die 50,3 m lange und 11 m breite Jefferson Avenue Bridge. Sie führt die zweistreifige nördlich des Huron Rivers als West Jefferson Avenue und südlich des Flusses als U.S. Turnpike bekannte Straße über den Fluss. Sie wurde 1930 vom Michigan Department of Transportation erbaut und ersetzte eine frühere mit Muskelkraft bewegte Drehbrücke an dieser Stelle. Die neue Balkenbrücke wurde hoch genug gebaut, das sie stationär sein konnte und dennoch kleineren Schiffen die Durchfahrt ermöglichte. Aufgrund des Umfangs an Verkehr, die die Brücke überquert, hat das Bauwerk in den letzten Jahren gelitten.

## Harbin Drive Bridge
Die Harbin Drive Bridge ist eine viel kleinere Brücke. Sie ist nur 13,7 m lang und 8,2 m breit. Über sie führt der nur wenig befahrene Harbin Drive über den Silver Creek Canal, der sich in den Huron River entleert. Das Bauwerk befindet sich direkt nördlich der Jefferson Avenue Bridge und beide Brücken sind durch ein durchgehendes Geländer miteinander verbunden. Diese Brücke entstand einige Jahre früher als das größere Bauwerk daneben, das genaue Baujahr ist jedoch nicht bekannt. Der Harbin Drive ist eine Schotterstraße, die ein paar Wohnhäuser auf einer schmalen Insel im Fluss an die Hauptstraße anbindet.